# 藍璧
藍璧（1511年—？），字完卿，號松坡，江西瑞州府高安縣人，民籍，明朝政治人物。

## 生平
嘉靖十三年（1534年）甲午科江西鄉試第四十六名舉人。嘉靖二十六年（1547年）中式丁未科會試第一百二十六名，登第二甲第三十四名進士。改庶吉士，送翰林院读书。二十八年十月授户科给事中，三十二年九月升礼科右，三十三年六月升兵科左，三十七年三月升礼科都，三十九年四月升湖广布政使司左参政。歷升四川按察使、山东右布政使、广东左布政使。

## 家族
曾祖藍惟祥（藍吉）；祖父藍安成（藍琢）；父藍賢（1485年-1554年），字世鳴，一字世則，號筠菴，封徵仕郎户科给事中；母劉氏；繼母黃氏。具庆下。子蓝蕙、蓝蒙。